# Hennadij Avdjejenko
Hennadij Avdjejenko (ukrainsk: Геннадій Валентинович Авдєєнко tr. Hennadij Valentynovytj Avdjejenko ; russisk: Геннадий Валентинович Авдеенко tr. Gennadij Valentinovitj Avdejenko ; født 4. november 1963 i Odessa) er en tidligere højdespringer, der først repræsenterede Sovjetunionen og senere Ukraine. 

## Sportskarriere
Avdjejenko begyndte at dyrke atletik i 1972. Han koncentrerede sig snart om trespring, men fra 1980 skiftede han til højdespring, og han kom på det sovjetiske landshold året efter. Ved sit første internationale mesterskab, indendørs-EM 1983, blev han nummer fem.
Ved det første VM i 1983 i Helsinki var han fortsat relativt ukendt, men overraskede alt og alle, da han med en forbedring af sin personlige rekord med 7 cm sikrede sig guldet. De næste par år lavede han ikke opsigtsvækkende resultater, men ved indendørs-EM 1987 i Liévin var han igen med i toppen og vandt bronze. Samme år vandt han desuden sølv ved indendørs-VM i Indianapolis, mens han ved udendørs-VM i Rom ligeledes i 1987 satte personlig rekord med 2,38 m, hvilket sikrede ham sølvmedalje.
Ved OL 1988 i Seoul var Avdjejenko derfor en af højdespringskonkurrencens favoritter. Disciplinens største stjerne i den periode, cubaneren Javier Sotomayor, deltog ikke, da Cuba boykottede legene. Konkurrencen udviklede sig noget uoverskueligt, idet mange af deltagerne stod over på forskellige højder. Otte springere nåede over kvalifikationshøjden på 2,28 m, men 2,25 m gav også deltagelse i finalen, der mindst skulle have tolv deltager. Avdjejenko kom med blandt de seks på 2,25 m. I finalen var han en af de fire, der nåede over 2,36 m, men da han derpå som den eneste kom over 2,38 m (tangering af hans personlige rekord), sikrede han sig guldet. Sølvet gik til amerikaneren Hollis Conway, der lige som Avdjejenko kom over 2,36 m i første forsøg, mens bronzen blev delt mellem svensk Patrik Sjöberg og Rudolf Povarnitsyn fra Sovjetunionen, der begge kom over 2,36 m i andet forsøg.
Efter OL i 1988 blev hans resultater igen lidt mindre imponerende, og han indstillede karrieren kort efter Sovjetunionens opløsning i 1991.

## Civil karriere
Avdjejenko er uddannet ingeniør og har arbejdet med køleudstyr i Ukraine og Hviderusland.
Han var i en periode gift med Ljudmila Avdjejenko, der ligeledes var højdespringer.